# Scobinichthys granulatus
Scobinichthys granulatus är en fiskart som först beskrevs av White 1790.  Scobinichthys granulatus ingår i släktet Scobinichthys och familjen filfiskar. Inga underarter finns listade i Catalogue of Life.